# Mónica Santino
Mónica Santino (Buenos Aires, 18 de junio de 1965) es una jugadora de fútbol y directora técnica de fútbol femenino argentina.
Trabaja en el Club La Nuestra de la Villa 31, Buenos Aires, Argentina.
La Legislatura de la Ciudad de Buenos Aires la nombró "personalidad destacada del deporte en la Ciudad de Buenos Aires por su trayectoria en el mundo del fútbol femenino", siendo la primera mujer del mundo del fútbol que recibe esa distinción por parte de una legislatura.

## Trayectoria
En la Villa 31 está a cargo de un equipo de fútbol desde hace una década consiguiendo una cancha de fútbol para que las mujeres practiquen ese deporte.
Junto con su equipo organizaron el Festival Latinoamericano de fútbol y derechos de las mujeres articulando con una asociación de Alemania que se dedica a lo mismo. Y en 2015 viajaron a Berlín donde participaron del "Festival sin fronteras" dedicado al fútbol femenino y otras temáticas feministas.
Estudió profesorado en Educación Física recibiéndose de profesora en esa especialidad, también se formó en periodismo deportivo.
Se desempeñó como presidenta de la Comunidad Homosexual Argentina (CHA) entre 1994 y 1996.
Integró el plantel de fútbol femenino de All Boys hasta 1999.
Sebastián Domínguez la incluyó en la redacción de su libro La pelota de papel que incluye cuentos de reconocidos futbolistas como Pablo Aimar y Javier Mascherano. Y además participó del video Mujeres con pelota, un documental sobre futbolistas femeninas.
La legisladora Andrea Conde la propuso como persona destacada del fútbol, en el acto de entrega se realizaron actividades para reflexionar sobre deporte y género, donde participaron diferentes especialistas en la temática.